# Luchino Dal Verme
Luchino Dal Verme o Rinaldo Dal Verme (1320 – Costantinopoli, inizio del 1367) è stato un politico, diplomatico e condottiero italiano, signore di Castelnovo di Sotto, Cologna Veneta, Meletole e Monguzzo.
Dal servizio degli Scaligeri passò a quello dei Visconti; nel 1359, comandante supremo delle milizie viscontee, tenne testa alle schiere di Giovanni Acuto e aggiunse Pavia al dominio dei Visconti. Celebratasi la pace (1364) fra i Visconti e i Guelfi, il Dal Verme fu inviato dalla Repubblica di Venezia a domare la sommossa dei coloni veneziani di Candia, in rivolta perché esclusi dalle magistrature della madrepatria. Quindi passò il mare per combattere l'Impero ottomano, quando la morte lo colse. Fu tra i migliori condottieri dell'epoca.

## Biografia

### Origini
Nacque dai Dal Verme, famiglia nobile di Verona, figlio di Pietro e di Elisa de' Nogarola. Il padre si era distinto sia come uomo d'arme, sia come podestà di diverse città ed era uno dei più importanti sostenitori di Cangrande I della Scala. Luchino, tuttavia, visse e operò lontano dalla città di origine in quanto capitano di ventura al servizio di comuni e signorie italiane.

### Al servizio degli Scaligeri
Nel 1341 era impegnato assieme al padre, con un gruppo di truppe veronesi, nella difesa di Lucca per conto di Mastino II della Scala. Nel 1341 quest'ultimo vendette la città alla Repubblica di Firenze, ma il Dal Verme rimase nella città a supporto dei fiorentini contro pisani e Visconti. Quando, il 2 ottobre 1342, la città si arrese a Pisa, venne imprigionato con il padre.
Dopo questo evento, Mastino diminuì la sua attività militare; di conseguenza, il Dal Verme cercò di fare carriera presso altri signori. Contribuì a questa scelta anche la vertenza con Guglielmo de' Scannabicis, un fedelissimo degli Scaligeri che rivendicava le cospicue proprietà ereditate dal Dal Verme nel 1343, in seguito al matrimonio con Jacopa de' Malvicini.

### Sotto i Visconti
Nel 1350 era a Parma, probabilmente al servizio dei Visconti. In questo periodo è attestata per la prima volta la sua amicizia con Francesco Petrarca; nelle lettere inviate da quest'ultimo a Giovanni da Parma, che era al seguito del condottiero, il poeta chiama il Dal Verme amicus maior e amicus optimus e dimostra un notevole interesse per la sua carriera militare.
Nel 1352 gli fu affidata l'offensiva viscontea in Toscana, dopo il fallimento di Giovanni d'Oleggio nell'anno precedente. Il Dal Verme impiegò una tattica differente, basata non sull'assalto in forze, ma su una serie di incursioni, e cercò l'amicizia del partito ghibellino. La strategia ebbe inizialmente successo, con la conquista di Bettona e l'assedio di Montecchio Vesponi, ma crollò di fronte alla reazione dei perugini. L'anno successivo partecipò al convegno di Sarzana con cui si conclusero le ostilità.
Nel 1354 presso il padre a Verona e fu coinvolto nel colpo di Stato ordito da Fregnano della Scala, figlio naturale di Mastino II, contro il dispotico Cangrande II. La rivolta fu un fallimento e il Dal Verme, assieme al padre a ai fratelli, abbandonò per sempre la città.
Nel 1354 difese Bologna per conto di Giovanni Visconti. L'anno successivo (1355) passò a Genova in qualità di governatore; qui incontrò per la prima volta Rafaino Caresini, cancelliere della Repubblica di Venezia, inviato per perorare la causa di alcuni mercanti lagunari. Fu poi governatore di Alba e delle terre piemontesi.
Quando i domini viscontei vennero divisi fra Bernabò e Galeazzo, il Dal Verme si schierò con il primo. Nominato capitano generale, si stabilì a Parma occupandosi della difesa dei confini orientali dello Stato; nel 1357 sposò in seconde nozze Beatrice da Enzola.
Nel 1359 fu a capo delle truppe viscontee durante l'assedio della città di Pavia. La capitolazione della città, avvenuta il 13 novembre, non fu facile, poiché i Beccaria, signori della città, erano riusciti a organizzare un'efficiente resistenza ottenendo il favore degli abitanti grazie alla predicazione di Iacopo Bussolari, un frate agostiniano.
Il Dal Verme fece di Pavia la base per le sue campagne nel milanese occidentale e in Piemonte. Secondo la tradizione, fu lui a potenziare le fortificazioni della città mediante la ricostruzione del castello.
Nel 1361 era passato dalla parte di Galeazzo, che lo nominò dapprima governatore di Alessandria e Tortona e poi capitano generale e governatore di Asti e del Piemonte. In questa veste combatté contro il marchese di Monferrato e le compagnie di ventura inglesi, scese in Italia dopo la pace di Brétigny. Nel 1362 difese con successo Tortona e Novara, recupera Castelnuovo Scrivia e ne distrugge il castello e incendiò Volpeglino, quindi condusse un'operazione contro Voghera, Retorbido, Pontecurone, Mondondone e si impadronisce dei castelli di Nibbiola, Sant'Antonino, Stefanago e Castagnolo. I suoi successi vennero meno quando, caduto malato di peste, fu costretto a restare a Pavia, sicché gli inglesi di Alberto Sterz e Giovanni Acuto poterono riprendersi, dandosi al saccheggio del Tortonese e del Pavese sino alle porte del capoluogo. Nel 1364 gli invasori partirono per Pisa e il Dal Verme poté recuperare i territori persi e conquistare, in aggiunta, Garlasco. Il 27 gennaio 1364, in qualità di procuratore di Galeazzo, assistette alla conclusione della pace fra il Visconti e la lega guelfa.

### Al soldo della Serenissima a Creta
La stabilità politica raggiunta nei domini viscontei gli permise di lasciare questi ultimi e di accettare la proposta della Serenissima presentata da Rafaino Caresini: assumere il comando dell'esercito mandato a sedare la rivolta di Creta. Spronato dall'amico Petrarca, il 3 marzo 1364 il Dal Verme accettò l'incarico e il successivo 28 marzo giurò davanti al doge Lorenzo Celsi. Il 10 aprile l'esercito, composto da ottocento cavalieri e duemila fanti, salpò alla volta di Candia, giungendovi il successivo 7 maggio.
Le operazioni militari si svolsero senza grosse difficoltà. Molti dei ribelli si arresero subito e nel giro di qualche giorno il capoluogo era conquistato, cui seguì la capitolazione delle altre città dell'isola. A questo punto, il compito principale del Dal Verme era quello di impedire alle proprie truppe di darsi al saccheggio. La notizia della vittoria ebbe grande eco a Venezia e fu celebrata con una lunga festa che si protrasse sino alla fine dell'estate, quando il Dal Verme tornò in città. Il condottiero fu ricompensato con un vitalizio di mille ducati annui, un posto d'onore nel Maggior Consiglio e l'entrata nel ceto patrizio.

### Le crociate e la morte
A questo punto le notizie sul suo conto cominciano a scarseggiare. Secondo i cronisti e le tradizioni - ma permangono grosse riserve sui dettagli dei racconti - nel 1365 salpò per l'Oriente prendendo parte alla crociata alessandrina promossa da Pietro I di Lusignano; ovvero, partì nel 1366 al seguito di Amedeo VI di Savoia per la riconquista di Gallipoli.
Solo le lettere del Petrarca offrono qualche informazione precisa. Il 10 dicembre 1366 il poeta esortava il Dal Verme a lasciare la guerra in Oriente per tornare in Italia, dove avrebbe goduto di una più grande gloria. Il 9 giugno 1367 Petrarca consolava Jacopo Dal Verme per la morte del padre, morto probabilmente a Costantinopoli o nei dintorni all'inizio di quell'anno.
Venne sepolto nella Chiesa di Sant'Eufemia di Verona, mausoleo della famiglia.

## Discendenza
Il Dal Verme lasciò alla sua discendenza un patrimonio non indifferente. Oltre a un palazzo a Milano, nei pressi di porta Romana, ebbe terre a Meletole e a Castelnuovo di Sotto; nel 1366 avrebbe ricevuto dai Visconti il feudo di Monguzzo, anche se, più probabilmente, l'investitura avvenne nel 1380 nei confronti del figlio Jacopo. I suoi possedimenti veronesi, invece, vennero confiscati dopo il suo esilio nel 1354 e restituiti in seguito al figlio Jacopo.
Dalla prima moglie Jacopa de' Malvicini, sposata nel 1343, ebbe:
- Jacopo, condottiero, politico e diplomatico, seguì le orme del padre, intraprendendo una brillante carriera militare;
- Francesca, che sposò Antonio da Sannazzaro di Pavia.

Dalla seconda moglie Beatrice da Enzola, sposata nel 1357, ebbe:
- Luchino Novello, uomo d'arme e diplomatico dei Visconti, sposò la figlia del doge genovese Simone Boccanegra. Nel 1369 combatte nel Monferrato e nell'alessandrino e occupa Valenza; l'anno successivo (1370) conquista Casale Monferrato. Nel 1371 affronta il condottiero Lucio Lando nell'alessandrino. Nel 1374 viene investito unitamente al fratello Jacopo del feudo di Cortazzone nell'astigiano. Nel 1391 è inviato in missione diplomatica a Perugia quale oratore del duca di Milano Gian Galeazzo Visconti;
- Pietro, fatto chierico a Pavia nel 1376. Fu canonico regolare di S.Agostino nell'Abbazia di Santa Croce di Mortara e il 25 settembre del 1384 fu eletto abate del monastero di Sant'Andrea di Vercelli;
- Villanella, che sposò nel 1363 il signore di Fermo Rinaldo (Rinalduccio) da Monteverde[5]. Nel 1380 morì decapitata assieme al marito ed ai figli;
- Lucia, che sposò nel 1383 il marchese Giacomo del Carretto e poi nel 1390 Gilberto da Correggio, conte di Correggio.